# The Unwanted Undead Adventurer
The Unwanted Undead Adventurer (яп. 望まぬ不死の冒険者, Nozomanu Fushi no Bōkensha, Небажано немертвий шукач пригод) — серія ранобе, написана Ю Окано та ілюстрована Джайаном. Вона публікується онлайн на сайті Shōsetsuka ni Narō з вересня 2016 року. Пізніше серію придбала компанія Overlap, яка з жовтня 2017 року видала чотирнадцять томів під своїм імпринтом Overlap Novels.
Манґа-адаптація, ілюстрована Хайдзі Накасоне, публікується на сайті Comic Gardo від Overlap з листопада 2017 року. Станом на грудень 2023 року її розділи зібрано у дванадцять томів танкобонів. Аніме-серіал, створений студією Connect, транслювався з січня по березень 2024 року. Анонсовано другий сезон.

## Сюжет
Рентт Файна — 25-річний чоловік, який десять років був авантюристом Бронзового класу. Одного разу, перебуваючи в Лабіринті Місячного Відображення, він знаходить незвіданий шлях. На жаль для нього, він натрапляє на лігво дракона і його пожирають. Через деякий час Рентт прокидається як скелет-нежить. Незабаром він вирушає на пошуки, щоб досягти Екзистенційної Еволюції та знову приєднатися до цивілізації.

## Персонажі
Рентт Файна (яп. レント・ファイナ, Rento Faina)
Сейю: Рьота Судзукі, Анна Нагасе (в дитинстві)
25-річний авантюрист Бронзового класу, якого зжер дракон, але пізніше він воскресає як живий скелет. Відомий тим, що допомагає в місті Маальт, надаючи поради та допомогу новим авантюристам. Він не помічає романтичних почуттів багатьох своїх знайомих жінок, особливо Лоррейн.
Лоррейн Віві (яп. ロレーヌ・ヴィヴィエ, Rorēnu Vivie)
Сейю: Мікако Комацу
Високорівнева чаклунка, вчена та шукачка пригод Срібного класу на неповну ставку, яка дозволяє Рентту жити з нею до і після його воскресіння, щоб допомогти йому розібратися зі своїм станом. Вона закохана в Рентта і схильна ревнувати, коли він знайомиться з новими жінками.
Шейла Ібарс (яп. シェイラ・イバルス, Sheira Ibarusu)
Сейю: Ікумі Хасегава
Співробітниця гільдії, яка допомагає Рентту з його авантюрною роботою. Вона дуже глибоко піклується про Рентта.
Ріна Рупааге (яп. リナ・ルパージュ, Rina Rupāju)
Сейю: Саюмі Судзушіро
Нова авантюристка, яку Рентт рятує після свого воскресіння, коли на неї нападає нежить. Вона відплачує йому, купивши одяг, щоб приховати його монструозне тіло гуля в Маальті.
Таємнича Жінка (яп. 謎の女性, Nazo no Josei)
Сейю: Саорі Хаямі
Дуже сильна чаклунка, яка намагається вбити Рентта, коли він заходить у невідому ділянку лабіринту. Як компенсацію за своє непорозуміння вона дає йому дуже рідкісні магічні предмети.
Райз Даннер (яп. ライズ・ダナー, Raizu Danā)
Сейю: Гента Накамура
Молодий мечник, якого Рентт бачить у лабіринті. Він перебуває в групі з Лорою. Його включають до групи з Ренттом для їхнього практичного іспиту Бронзового класу.
Лора Сатіі (яп. ローラ・サティ, Rōra Sati)
Сейю: Ая Ямане
Молода чаклунка, яку Рентт бачить у лабіринті. Вона перебуває в групі з Райзом. Її включають до групи з Ренттом для їхнього практичного іспиту Бронзового класу.
Вольф (яп. ウルフ, Urufu)
Сейю: Тецу Інада
Він є гільдмайстром міста Маальт.
Алізе (яп. アリゼ, Arize)
Сейю: Юкіна Шуто
Дотепна дівчина з Дитячого будинку Маальта. Їй, здається, близько 10 років, і вона старша за інших дітей. Вона хоче стати авантюристкою та чаклункою.
Лілліан (яп. リリアン, Ririan)
Сейю: Юко Сасакі
Сестра Церкви Східного Неба, яка керує дитячим будинком у Маальті. Вона хвора на Малаккумулу — хворобу, яка викликає зворотний ефект зла, що повільно накопичується в її тілі, коли вона використовує свою божественну магію. Її можна вилікувати лише ліками, виготовленими з квітки Драконячої Крові, яка росте в отруйному болоті.
Едель (яп. エーデル, Ēderu)
Сейю: Чіхіро Такаока
Щур, якого Рентт знайшов у підвалі дитячого будинку. Едель став фамільяром Рентта після того, як напав і вкусив його. Здається, він може використовувати деякі магічні здібності Рентта.
Ісаак Гарт (яп. イザーク・ハルト, Izāku Haruto)
Сейю: Шунічі Токі
Ельф якого Рентт зустрічає під час збору квітки Драконячої Крові в отруйному болоті. Ісаак працює слугою в будинку Латурів, одному з найстаріших і найшанованіших будинків у Маальті.
Лора Латур (яп. ラウラ・ラトゥール, Raura Ratoūru)
Сейю: Томорі Кусунокі
Голова дому Латурів. Вона здається ввічливою, хоча й трохи пустотливою, молодою леді років 15. Її родина має дуже велику колекцію магічних предметів, частин монстрів та інших дуже рідкісних речей.

## Медіа

### Ранобе
Серія ранобе почала публікуватися онлайн на сайті Shōsetsuka ni Narō 22 вересня 2016 року. Згодом серію придбала компанія Overlap, яка почала видавати романи з ілюстраціями Джайана 25 жовтня 2017 року під своїм імпринтом Overlap Novels. Станом на 25 грудня 2024 року було випущено чотирнадцять томів. У лютому 2018 року J-Novel Club оголосив, що отримав ліцензію на видання романів у Північній Америці.
| №  | Дата виходу       | ISBN                   |
| -- | ----------------- | ---------------------- |
| 1  | 25 жовтня 2017    | ISBN 978-4-86554-240-0 |
| 2  | 25 грудня 2017    | ISBN 978-4-86554-292-9 |
| 3  | 25 травня 2018    | ISBN 978-4-86554-352-0 |
| 4  | 25 листопада 2018 | ISBN 978-4-86554-418-3 |
| 5  | 25 травня 2019    | ISBN 978-4-86554-499-2 |
| 6  | 25 листопада 2019 | ISBN 978-4-86554-575-3 |
| 7  | 25 травня 2020    | ISBN 978-4-86554-665-1 |
| 8  | 25 листопада 2020 | ISBN 978-4-86554-787-0 |
| 9  | 25 червня 2021    | ISBN 978-4-86554-941-6 |
| 10 | 25 квітня 2022    | ISBN 978-4-8240-0166-5 |
| 11 | 25 жовтня 2022    | ISBN 978-4-8240-0314-0 |
| 12 | 25 травня 2023    | ISBN 978-4-8240-0503-8 |
| 13 | 25 грудня 2023    | ISBN 978-4-8240-0687-5 |
| 14 | 25 грудня 2024    | ISBN 978-4-8240-0766-7 |

### Манґа
Манґа-адаптація, ілюстрована Хайджі Накасоне, розпочала онлайн-серіалізацію на сайті Comic Gardo від Overlap 24 листопада 2017 року. Станом на 25 грудня 2023 року було випущено дванадцять томів танкобонів. У квітні 2019 року J-Novel Club оголосив, що також отримав ліцензію на манґу.
| №  | Дата виходу       | ISBN                   |
| -- | ----------------- | ---------------------- |
| 1  | 25 травня 2018    | ISBN 978-4-8655-4355-1 |
| 2  | 25 листопада 2018 | ISBN 978-4-8655-4420-6 |
| 3  | 25 травня 2019    | ISBN 978-4-8655-4503-6 |
| 4  | 25 листопада 2019 | ISBN 978-4-8655-4578-4 |
| 5  | 25 травня 2020    | ISBN 978-4-8655-4672-9 |
| 6  | 25 листопада 2020 | ISBN 978-4-8655-4796-2 |
| 7  | 25 червня 2021    | ISBN 978-4-8655-4951-5 |
| 8  | 25 листопада 2021 | ISBN 978-4-8240-0056-9 |
| 9  | 25 квітня 2022    | ISBN 978-4-8240-0175-7 |
| 10 | 25 жовтня 2022    | ISBN 978-4-8240-0322-5 |
| 11 | 25 травня 2023    | ISBN 978-4-8240-0513-7 |
| 12 | 25 грудня 2023    | ISBN 978-4-8240-0698-1 |
| 13 | 25 серпня 2025    | ISBN 978-4-8240-1320-0 |

### Аніме
Адаптація аніме-серіалу була анонсована на «Онлайн-події до 9-ї річниці Overlap Bunko» 17 квітня 2022 року. Його створила студія Connect під керівництвом Норіакі Акітаї, сценарій написала Юкіе Сугавара, дизайном персонажів займався Такао Сано, а музику написав Шун Наріта.
Серіал транслювався з 8 січня по 25 березня 2024 року на AT-X та інших мережах. Відкриваючу тему «Immortal» виконав Juvenile, а завершальну тему «Keep Your Fire Burning» — Мао Абе. Crunchyroll транслював серіал. Muse Communication ліцензувала серіал у Південній та Південно-Східній Азії.
Другий сезон було анонсовано на заході до 10-ї річниці Overlap Bunko 15 грудня 2024 року.

## Сприйняття
Ребекка Сільверман та Лінзі Лаверідж з Anime News Network у 2018 році розглянули перший том ранобе, похваливши мету Рентта як «цікаву мету, яка вселяє надію, якщо ви шукаєте потенційний гаремний роман, що прихований у сюжеті, і це дійсно допомагає цьому роману виділитися на переповненому полі фентезі, яке черпає натхнення безпосередньо з рольових ігор». Вони розкритикували повторюваний характер написання, але зазначили, що це «зменшується в міру розвитку книги, що є дуже добрим знаком для другого тому». На завершення вони зробили висновок: «Це не ідеальний чи особливо відточений роман, але він досить цікавий, щоб заслуговувати принаймні на ще один том, тому що, коли нудне налаштування вже позаду, це може призвести до цікавих подій.».